# Angela White
Pour les articles homonymes, voir White.
 AVN Hall Of Fame (2018)
XRCO Hall of Fame (2020)
Angela White, née le 4 mars 1985 à Sydney, est une actrice et réalisatrice de films pornographiques australienne.

## Biographie
Angela White est née à Sydney en Australie le 4 mars 1985. Elle a commencé sa carrière dans la pornographie en 2003, peu de temps après avoir atteint l'âge de 18 ans.
À cet âge, White est le premier modèle australien à poser aux États-Unis pour le magazine pornographique Score ; les scènes de ce tournage sont compilées dans son premier film, A Day with Angela White. Elle apparaît ensuite dans la version australienne de Penthouse. Sa notoriété dépasse par la suite le cadre de la pornographie et des magazines de charme, des articles lui étant consacrés dans Cosmopolitan, Beat et Time Out, ainsi que dans le journal Sydney Morning Herald.
En 2007, elle est nommée modèle de l'année par le magazine Voluptuous, et en 2009, elle est citée parmi les « Top Ten Models of the Decade » de Score.
En 2010, elle se présente comme candidate aux élections régionales de l’État australien de Victoria dans la circonscription de Richmond sous l'étiquette de l'Australian Sex Party qui défend en particulier les droits des travailleurs du sexe,. La même année, elle épouse Colman.
En 2011, elle obtient son diplôme avec mention de l'Université de Melbourne en études de genre,. Pour sa thèse, elle a mené une recherche qualitative sur les expériences des actrices de l'industrie de la pornographie en Australie.
En 2013, le XBIZ l'élit « actrice pornographique la plus connue d'Australie ».
Elle a joué dans plus de 160 films. Après avoir principalement tourné des scènes lesbiennes ou de masturbation à ses débuts, elle participe à sa première scène hétérosexuelle en 2011 dans le film Angela White Finally Fucks . Elle a par ailleurs une carrière prolifique en tant que metteur en scène, avec plus de 90 films réalisés, dont un grand nombre produits sous le sceau de sa propre société de production, AGW Entertainment.
En 2016, elle remporte trois AVN Awards, un pour le Meilleur site internet, et les deux autres pour le film Angela 2  qui obtient le prix de la meilleure scène de sexe oral et de scène de sexe lesbien en groupe (avec Alexis Texas et Anikka Albrite) et le Prix XBIZ de l'artiste féminine étrangère de l'année.
En 2018, à l’occasion de la 35e cérémonie des AVN Awards, elle remporte l'AVN Award Performeuse de l'année (Female Performer of the Year), qui est le titre décerné le plus haut pour une actrice. Lors de cette même cérémonie, elle est intronisée à l’AVN Hall of Fame en l’honneur de sa carrière et de son impact dans l'industrie,. Elle réitère quelque mois plus tard en remportant également le prix de l’interprète féminine de l’année au XRCO Awards.
Lors de la 36e cérémonie des AVN Awards à Las Vegas, Nevada, White a été nommée interprète féminine AVN de l'année 2019, rejoignant Tori Black en tant que seule autre interprète à avoir été nommée deux fois interprète féminine AVN de l’année. Comme en 2018, elle remporte une nouvelle fois le prix de l’interprète féminine de l’année au XRCO Awards.
En janvier 2020, lors de la 37e cérémonie des AVN Awards à Las Vegas, Nevada, White a été nommée Artiste féminine de l'année (Female Performer Of The Year) AVN pour la troisième année consécutive, devenant ainsi la seule artiste à avoir été nommée Artiste féminine AVN de l'année trois fois. Elle a également remporté le prix AVN 2020 de la meilleure actrice principale, se joignant à Ashlyn Gere et Hillary Scott en tant que seules autres interprètes à remporter le prix de la meilleure interprète féminine de l'année et de la meilleure actrice principale la même année. Cette année-là, elle remporte également pour le troisième fois consécutive le prix de l’interprète féminine de l’année au XRCO Awards, ce qui constitue un record. Elle sera d’ailleurs intronisée au XRCO Hall of Fame cette année-là.
En octobre 2021, elle est nommée Penthouse Pet du mois pour le magazine Penthouse.

## Filmographie sélective
- 2003 : Day With Angela White[1]
- 2004 : Ultimate Cherry[1]
- 2005 : Bosom Buddies 6[1]
- 2006 : Blow[1]
- 2007 : Big Boob Paradise[1]
- 2008 : Island Fever[1]
- 2008 : Juicy Jugs Gettin Jiggled[1]
- 2009 : Ddf Busty 12151[1]
- 2011 : Angela Gets Hammered[1]
- 2011 : Angela Jacks You Off[1]
- 2012 : Chesty and Messy[1]
- 2014 : Angela 1[1]
- 2014 : Busty Babes[1]
- 2014 : 040 Angela White X Mick Blue X Anikka Albrite[1]
- 2015 : Angela 2[1]
- 2015 : Angela Loves Men 1[1]
- 2015 : Angela Loves Women 1[1]
- 2016 : Angela Loves Men 2[1]
- 2016 : Angela White Titty-Fucks a Voyeur[1]
- 2016 : Dirty Talk 5[1]
- 2017 : Altar of Aphrodite[1]
- 2017 : Angela 3[1]
- 2017 : Angela Loves Anal[1]
- 2017 : Angela Loves Threesomes 2[1]
- 2017 : Angela Loves Women 3[1]
- 2017 : Angela White Is Titwoman[1]
- 2017 : Foot Fuck and Domination[1]
- 2017 : Jessica Drake is Wicked[1]
- 2017 : Stags and Vixens[1]
- 2017 : Swallowed 8[1]
- 2018 : Anal At The Office (II)[1]
- 2018 : Angela's Big Titty Fuck Deep Throat BJ[1]
- 2018 : Angela Loves Anal 2[1]
- 2018 : Angela Loves Women 4[1]
- 2018 : POV Jugg Fuckers 7[1]
- 2018 : True Anal Addiction[1]
- 2019 : Obsessed With Pussy[1]
- 2019 : Women Seeking Women 168
- 2020 : Super Horny Fun Time: Angela White[1]
- 2021 : Angela White Blowjob[1]
- 2021 : Angela White: POV BJ + Sloppy Tit Fuck[1]
- 2022 : Pussy Is The Best Medicine 8[1]
- 2023 : Late Night Sex With Angela White[1]
- 2023 : Swing That Pussy My Way[1]
- 2024 : Stuck in the Cum Lab[1]

## Récompenses
AVN Awards
- 2016 AVN Awards
- Nommée : Best Director - Non Feature
- Nommée : Best Double Penetration Sex Scene (with Lexington Steele, Moe Johnson & Rico Strong) Angela 2
- Nommée : Best Group Sex Scene (with Mick Blue, James Deen, Erik Everhard, Mr. Pete & John Strong)
- Prix : Best Oral Sex Scene, Angela 2 (AGW Entertainment)
- Prix : Best All-Girl Group Sex Scene (with Alexis Texas & Anikka Albrite)[19]
- Nommée : Most Spectacular Boobs (Fan Voted Award)

- 2015 AVN Awards
- Nommée : Best Three-Way Sex Scene B/G/G (with Manuel Ferrara & Kelly Divine)
- Nommée : Most Spectacular Boobs (Fan Voted Award)

XRCO Awards
- 2016 Nommée : Superslut
- 2016 Nommée : Orgasmic Analist of the Year

XBIZ Award
- 2016 Nommée : Best Scene - All-Girl (with Celeste Star) Angela Loves Women(AGW Entertainment)
- 2016 Nommée : Best Scene - All-Sex (with Mick Blue, James Deen, Erik Everhard, Mr. Pete & John Strong) Angela 2 (AGW Entertainment)
- 2016 prix : Foreign Female Performer of the Year
- 2022 prix: Premium Social Media Star of the Year[20]

| Année | Cérémonie   | Prix                                                                             | Résultat   | Film |
| ----- | ----------- | -------------------------------------------------------------------------------- | ---------- | --- |
| 2018  | AVN Awards  | Performeuse de l'année (Female Performer of the Year)                            | Lauréat    | – |
| 2018  | AVN Awards  | Meilleure actrice (Best Actress)                                                 | Nomination | The Altar of Aphrodite                                                                                           |
| 2018  | AVN Awards  | Meilleure scène de séduction ou de masturbation (Best Solo/Tease Performance)    | Lauréat    | Angela 3 |
| 2018  | AVN Awards  | Meilleure scène de sexe anal (Best Anal Sex Scene)                               | Nomination | Angela Loves Anal (scène avec Markus Dupree)                                                                     |
| 2018  | AVN Awards  | Meilleure scène de double pénétration (Best Double Penetration Sex Scene)        | Lauréat    | Angela 3 (scène avec Markus Dupree et Mick Blue)                                                                 |
| 2018  | AVN Awards  | Meilleure scène de sexe de groupe (Best Group Sex Scene)                         | Lauréat    | Angela 3 (scène avec John Strong, Markus Dupree, Mick Blue, Toni Ribas et Xander Corvus)                         |
| 2018  | AVN Awards  | Meilleure scène de sexe entre filles de groupe (Best All-Girl Group Sex Scene)   | Nomination | Jessica Drake is Wicked (scène avec Abella Danger, Anikka Albrite, Brandy Aniston, Jessica Drake et Vicki Chase) |
| 2018  | AVN Awards  | Meilleure scène de sexe homme/femme (Best Boy/Girl Sex Scene)                    | Lauréat    | Angela 3 (scène avec Manuel Ferrara)                                                                             |
| 2018  | AVN Awards  | Meilleure scène de triolisme F/H/H (Best Three-Way Sex Scene – B/B/G)            | Nomination | The Altar of Aphrodite (scène avec Chad White et Flash Brown)                                                    |
| 2018  | AVN Awards  | Meilleure scène de triolisme F/F/H (Best Three-Way Sex Scene – G/G/B)            | Nomination | Angela White Is Titwoman (scène avec Alexis Texas et James Deen)                                                 |
| 2018  | AVN Awards  | Meilleur réalisateur - Film non scénarisé (Best Director - Non Feature)          | Nomination | Angela 3 |
| 2018  | AVN Awards  | Meilleur montage (Best Editing)                                                  | Lauréat    | Angela 3 |
| 2018  | AVN Awards  | FAN Award: Favorite Female Pornstar                                              | Lauréat    | – |
| 2018  | AVN Awards  | FAN Award: Favorite Porn Star Website                                            | Lauréat    | – |
| 2018  | AVN Awards  | FAN Award: Most Spectacular Boobs                                                | Lauréat    | – |
| 2018  | XBIZ Awards | Performeuse de l'année (Female Performer of the Year)                            | Nomination | – |
| 2018  | XBIZ Awards | Meilleure actrice dans un film scénarisé (Best Actress — Feature Release)        | Nomination | The Altar of Aphrodite                                                                                           |
| 2018  | XBIZ Awards | Meilleure scène de sexe dans une vignette (Best Sex Scene — Vignette Release)    | Nomination | Stag & Vixens (scène avec Steve Holmes)                                                                          |
| 2018  | XBIZ Awards | Meilleure scène de sexe dans un film gonzo (Best Sex Scene — Gonzo Release)      | Nomination | Angela Loves Threesomes 2 (scène avec Karlee Grey et Manuel Ferrara)                                             |
| 2018  | XBIZ Awards | Meilleure scène de sexe dans un film lesbien (Best Sex Scene — All-Girl Release) | Nomination | Angela Loves Women 3 (scène avec Jenna Sativa)                                                                   |
| 2018  | XBIZ Awards | Performer Site of the Year                                                       | Nomination | AngelaWhite.com                                                                                                  |
| 2018  | XRCO Awards | Performeuse de l'année (Female Performer of the Year)                            | À venir    | – |
| 2018  | XRCO Awards | Meilleure actrice (Best Actress)                                                 | À venir    | The Altar of Aphrodite                                                                                           |
| 2018  | XRCO Awards | Superslut                                                                        | À venir    | – |
| 2018  | XRCO Awards | Orgasmic Analist                                                                 | À venir    | – |
| 2018  | XRCO Awards | Best High-end Web Site                                                           | À venir    | AngelaWhite.com                                                                                                  |